# Regional Preferent valenciana
La Regional Preferent valenciana fon un torneig de futbol organitzat per la Federació Valenciana (FVF). Durant la seua existència, va suposar la cinquena divisió del Campionat Nacional de Lliga d'Espanya i el segon nivell de les competicions de la FVF. Estava situada per davall de la Primera, la Segona A, la Segona B i la Tercera, i per damunt de la Primera i la Segona Regional.
En la temporada 2022-2023, fon reemplaçada per la Lliga Comunitat, que va quedar situada com la lliga de major rang territorial en el País Valencià i la sisena d'abast espanyol, per davant de la Primera FFCV i per davall de la Tercera Federació.

## Sistema de competició
La lliga constava de quatre grups de 18 equips, un grup corresponent a València, un altre a Alacant, un tercer amb equips de Castelló i València i finalment un d'Alacant i València. Al final de la primera fase, els tres primers equips de cada grup es classificaven per a la fase d'ascens a la Tercera Divisió (Grup 6) i es formaven 3 grups de 4 equips cadascun. Havia de donar-se la condició que en un grup es trobaren dos equips classificats en primer lloc, en un altre dos classificats en segon lloc i, en l'últim, dos equips que haguessen quedat tercers en la primera fase. Es disputava una primera eliminatòria a doble partit, de la qual quedaven 6 equips per a la segona i decisiva eliminatòria, que comportava la classificació de tres equips a la Tercera divisió (Grup VI). Eren dotze equips (tres de cada grup) els que baixaven a la Primera Regional en acabar la temporada.
Si després de finalitzar tota la temporada i estar definits els ascensos sorgia alguna vacant en la Tercera Divisió, eixa era ocupada pels equips que havien quedat en primera posició en la fase regular i no havien assolit l'ascens en les eliminatòries de la segona fase. Es prenia com a criteri el nombre de punts sumats i, en cas de tenir els mateixos punts, la diferència de gols a favor i en contra. Si després de prendre en compte els equips en primera posició continuaven havent-hi llocs lliures, es seguia amb el mateix criteri i amb els segons classificats durant la fase de lliga.

## Historial
| Temporada | Ascensos a Tercera | Descensos a Primera Regional |
| --------- | --- | --- |
| 1996/97   | Santa Pola CF i FC Torrevieja                                                                                            | - |
| 1997/98   | UD Alzira, CD Dénia i Foios CD                                                                                           | - |
| 1998/99   | Alacant CF, CE Pobla Llarga, Llevant UE B i CD Buñol                                                                     | - |
| 1999/00   | Vinaròs CF, CE Castelló B i Torrellano CF                                                                                | - |
| 2000/01   | Atlético Dénia, Vila Joiosa CF i UD Carcaixent                                                                           | - |
| 2001/02   | UE Puçol, UD Juventud Barrio del Cristo i CD Dénia                                                                       | - |
| 2002/03   | Vila-real CF B (I); CD Buñol (II); UD Oliva (III); Hércules B (IV)                                                       | - |
| 2003/04   | UE Puçol, CD Acero i CE Benicàssim (I); Paterna CF (II); Catarroja CF (III); Alacant B (IV)                              | - |
| 2004/05   | CE Castelló B (I); CD Alone i FC Torrevieja (IV)                                                                         | - |
| 2005/06   | SC Requena (II); SE Sueca i UD Alzira (III); FC Jove Español i Crevillente Deportivo (IV)                                | CD Betxí, CF Nules, FB Sagunto, Atlético Vallbonense, UD Loriguilla, CD Alfarense, CE Pobla Llarga, Sedaví CF, UD Sporting Barrio La Luz, Discóbolo-La Torre AC, CD El Campello, CD Enguera i Muro CF      |
| 2006/07   | Vila-real C (I); UD Juventud Barrio del Cristo i CD Utiel (II); CE Olímpic de Xàtiva (III); CD La Nucía i CD Tháder (IV) | Borriol CF, CF Alcalá i UD San Mateo (I) Godella CF, UE Puçol B i CP Marchalenes (II) CD Alacuás, Manises CF, Picasent CF i Xirivella CF (III) FB Redován CF, UD Benisa i UD Ondarense (IV)                |
| 2007/08   | Riba-roja CF (II); CF Gandia (III) Alacant B (IV)                                                                        | CD L'Alcora, CF Traiguera i Orpesa CF (I) CF Chiva, Alboraya UD, UD Almassera i CD Massamagrell (II) SE Sueca, Massanassa CF i Paiporta CF (III) CD Finestrat, Monóvar CD i CD Dolores (IV)                |
| 2008/09   | CE Olímpic de Xàtiva (III); Torrellano Illice i Elx CF Il·licità (IV)                                                    | Sant Rafael CF, CF San Pedro i Estivella CF (I) El Puig CE, Sporting Ribarroja i CD Cheste (II) UD Carcaixent, Picassent CF i EMFU L'Alcudia (III) CD Almoradí, Calpe CF i Villena CF (IV)                 |
| 2009/10   | Atlètic Saguntí i Borriol CF (I); Mislata CF (II)                                                                        | Vinaròs CF, CD Benicarló i CD Pobla Farnals (I); Atlético Museros, Aldaya UD i CD San Marcelino (II); UD Oliva, CD Benifayó i AC Carlet (III); Orihuela CF "B", CF L'Alfàs del Pi i Aspe UD (IV).          |
| 2010/11   | CD Acero (I); SC Requena (II); Muro CF, CD Llosa (III); UD Altea (IV);                                                   | CD L'Alcora i La Vilavella CF (I); Godella CF, CF Cracks i Burjassot CF "B" (II); Xirivella CF, CD Enguera i Guadasuar CF (III); Mutxamel CF, Benferri CF i Alacant CF "B" (IV)                            |
| 2011/12   | CD Burriana (I); CD Utiel (II); Elx CF Il·licità (IV);                                                                   | Almenara FB, Albocacer CF i CF Vilafames (I); Parreta CF, Atlético Vallbonense i Foios CD (II); Torrent CF, Aldaya UD i Ontinyent CF "B" (III); Rayo Ibense CF, CD Universidad de Alicante i CD Polop IV). |
| 2012/13   | CF Torre Levante (II); Cullera CF (III); Pinoso CF (IV);                                                                 | CD Acero "B", CD Massamagrell i CE Castelló "B" (I); CD Fusió Ciutat de Torrent, Llíria CF i CDFB La Eliana (II); UD Ondarense, Racing Algemesí i CE Alberic (III); Algueña CF, Villena CF i UD Altea (IV) |
| 2013/14   | SC Requena (II); UD Benigànim (III); Crevillente Deportivo (IV);                                                         | Tavernes Blanques CF, El Puig CE i CD Catí (I); CF Cracks, FBM Moncada, CD San Marcelino (II); |
| 2014/15   | CD Bunyol (II); Recambios Colón CD (III) UD Rayo Ibense (IV)                                                             | CF Nules, FB Sagunt, CD Masamagrell (I) Burjassot CF, CF Històrics de Valencia, Mislata CF (II) Massanassa CF, CD Xella, Catarroja CF (III) El Pinós CF, CD El Campello, Santa Pola CF (IV)                |
| 2015/16   | CD Segorbe i CD Almazora (I); Silla CF (II); CD Almoradí (IV)                                                            | At Museros, CE Benicàssim, Cullera ; Manises, Aldaia, Godella; Algemesí, Canalense, SE Sueca; Rafal, Hondón de las Nieves, UD Horadada                                                                     |
| 2017/18   | CD Acero (I); Vilamarxant CF (II); Atzeneta UE (III); Futbol Club Jove Espanyol (IV)                                     | Alcalà de Xivert, Bétera, Xirivella La Vall; Massanassa, Sant Antoni de Benagéber, Lliria; Ciudad de Benidorm, Racing Algemesí, Canals; El Pinós CF, Petrelense Monforte, Calpe CF ;                       |
| 2018/19   | Recambios Colon CF (II); UD Benigánim (III); CF Intercity, Hércules B (IV)                                               | Rafalafena, Sant Jordi, Borriol CF; Mislata CF, Castellar-Oliveral,Serranos; CD Contestano, Mont Sió, CF Gandia; Aspe, Villena CF, CD FC Torrevieja                                                        |